# Mongolski tugrik
Mongolski tugrik, mongolski: Монгол төгрөг, (ISO 4217: MNT) je valuta Mongolije. U lokalnom platnom prometu označava se simbolom ₮.  Dijeli se na 100 monga (мөнгө).
Tugrik je predstavljen 1925. godine, s vrijednošću ekvivalentnoj 1 sovjetskom rublju. Zamijenio je dotadašnji mongolski dolar. Kovanice monga ne cirkuliraju u platnom prometu, ali se ipak izdaju i prodaju turistima i kolekcionarima.
Banka Mongolije izdaje kovanice od 20, 50, 100, 200 i 500 tugrika, te novčanice od: 10, 20, 50, 100, 500, 1000, 5000 i 10000 turgika.

## Vanjske poveznice
- Banka Mongolije  Arhivirana inačica izvorne stranice od 28. travnja 2021. (Wayback Machine)